# Вальжелон-Ла-Рошетт
Вальжелон-Ла-Рошетт (фр. Valgelon-La Rochette) — муніципалітет у Франції, у регіоні Овернь-Рона-Альпи, департамент Савоя. Вальжелон-Ла-Рошетт утворено 1 січня 2019 року шляхом злиття муніципалітетів Етабль i Ла-Рошетт. Адміністративним центром муніципалітету є Ла-Рошетт. Населення — 4180 осіб (01.01.2021).